# Malthusgleichung
Die Malthusgleichung ist eine der einfachsten Gleichungen zur Beschreibung von Populationsdynamiken und geht auf den britischen Ökonomen Thomas Robert Malthus zurück.
Die Gleichung hat die Form:
{\displaystyle P(t+1)=q\,P(t)},
wobei
- {\displaystyle P(t)} die Populationsgröße zu einem Zeitpunkt {\displaystyle t} beschreibt und
- {\displaystyle q} eine Wachstumsrate darstellt